# Zandkaalkopje
Het zandkaalkopje (Deconica montana) is een soort paddenstoel die voorkomt over de hele wereld. Het uiterlijk is dat van een typische 'kleine bruine paddenstoel' met een kleine, bruine hoed en een rechte, dunne steel. Het is een zwam van zandverstuivingen, schrale (duin)graslanden en heiden op droge, zandige bodem. Daar groeien ze meestal in groepjes tussen lage mossen. De vruchtlichamen zijn het gehele jaar door te vinden.

## Kenmerken
Hoed
De hoed is donker roodbruin tot soms oranjebruin gekleurd. Hij is aanvankelijk half bolvormig of kegelvormig, later steeds vlakker en wat golvend, vaak met een weinig opvallende papil. De diameter is 0,5 tot 2 mm. De soort is sterk hygrofaan en droogt okergrauw tot grijs op. De hoedhuid is glad en vettig. Soms maar vaag aanwezige radiale doorschijnende strepen komen vanuit uit het midden van de hoed. Aan de rand is hij wat gegroefd en soms behangen met een weinig vezelig velum.
Lamellen
De lamellen zijn breed en recht aangehecht. Ze staan matig dicht opeen. De kleur is eerst bruin en later vlekkerig zwartbruin. De randen zijn fijn gefranjerd. Het sporenpoeder is donkerbruin gekleurd met een lila teint.
Steel
De steel is enigszins vezelig, tot tweemaal zolang als de hoeddiameter en 1 tot 2 mm dik. De kleur is als die van de hoed. De vorm is recht of bochtig, met hooguit een licht verdikte steelvoet. Oudere exemplaren hebben holle stelen.
Vruchtvlees
Het vruchtvlees is dun, plakkerig en bruinachtig in de hoed en taai, elastisch in de steel. 
Geur en smaak
De geur is licht kruidig en de smaak is mild. De paddenstoel is giftig.
Sporen
De sporen meten ongeveer 7,0-9 × 5-6 × 4,5-6,0 µm  Ze zijn ovaal tot amandelvormig en glad en dikwandig. Ze hebben elk een apicale kiempore en een onopvallend aanhangsel. De 4-sporige basidia zijn 12-23 × 4-9 µm groot. De cheilocystidia zijn flesvormig en meten 41 × 7,7 µm.
Er komt ook een grootsporige variant genaamd macrospora voor met een sporenmaat van 8,5-11(-11,5) × 6,0-8,5 × 5,0-7,0 µm. Deze is te onderscheiden van Duinkaalkopje door zijn niet aftrekbare, droge hoedhuid.

## Verspreiding
Het zandkaalkopje wordt wereldwijd verspreid gevonden in een groot aantal regio's en klimaatzones. Hij wordt het vaakst gezien in Centraal Europa en in Duitsland, Groot-Brittannië, Noorwegen en de pre-Alpine gebieden van Zwitserland. De soort is ook waargenomen in Noord-Amerika, waaronder Californië, Colombia en Mexico. In Zuid-Amerika (Venezuela) komt hij voor op vochtige plaatsen. In grote delen van Azië, voornamelijk Rusland, China en zelden Japan, komt de zwam gebergten voor.
In Nederland en België komt het zandkaalkopje algemeen voor. Het staat in Nederland niet op de rode lijst en is niet bedreigd.

## Foto's

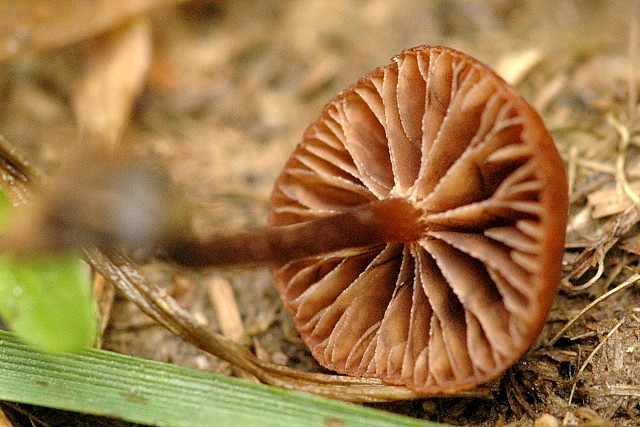
Lamellen
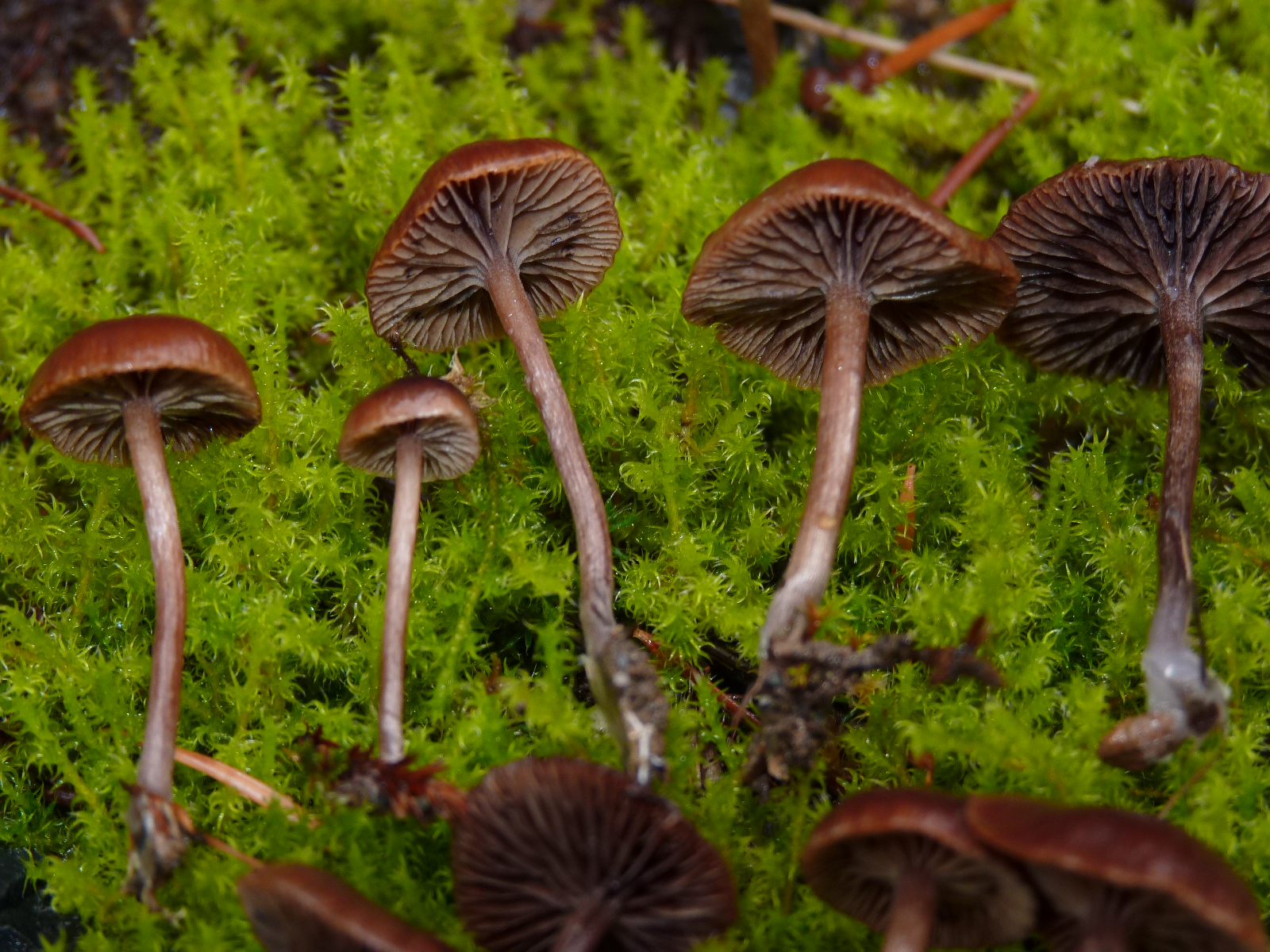
Donkeren exemplaren
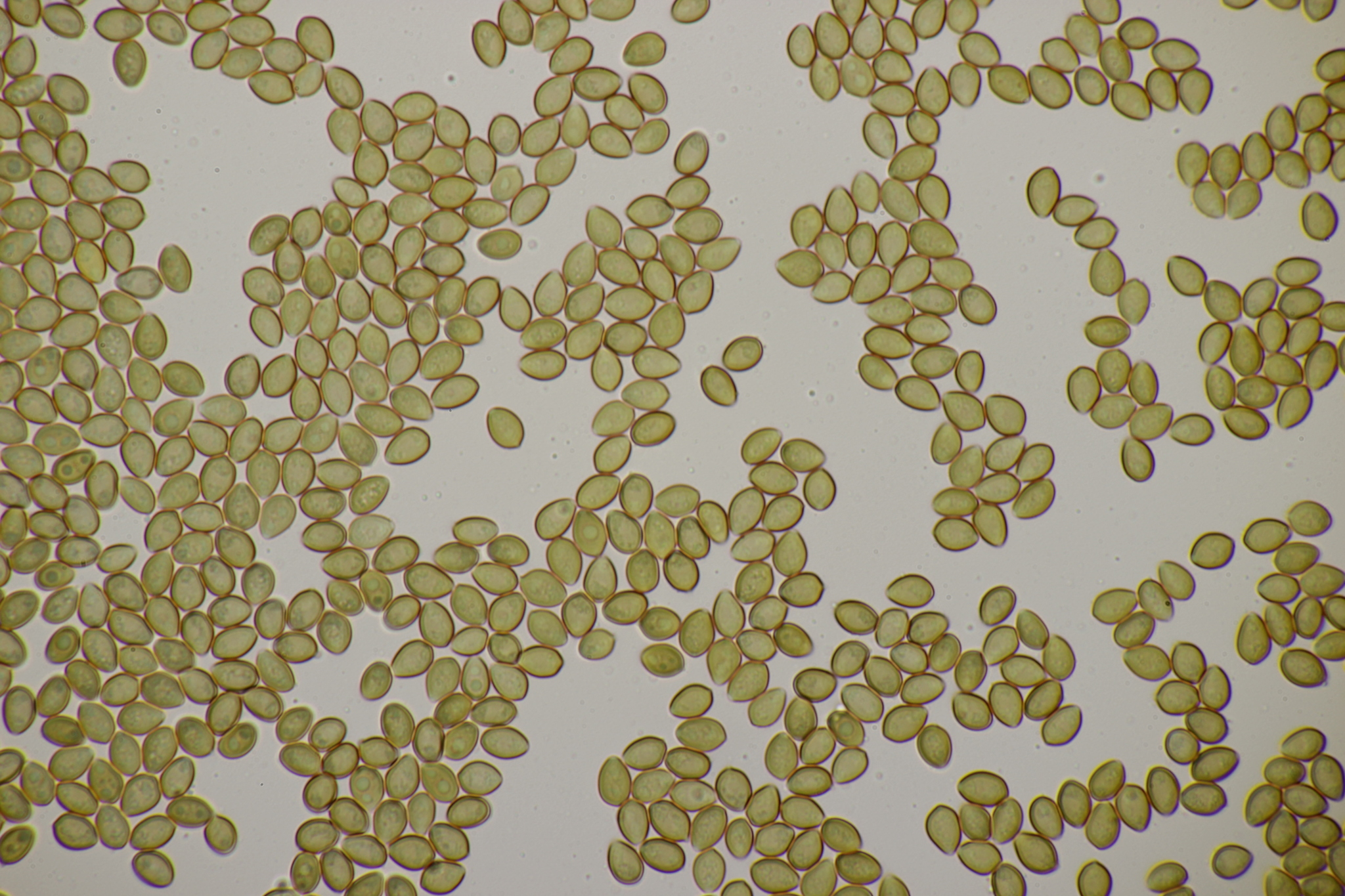
Sporen
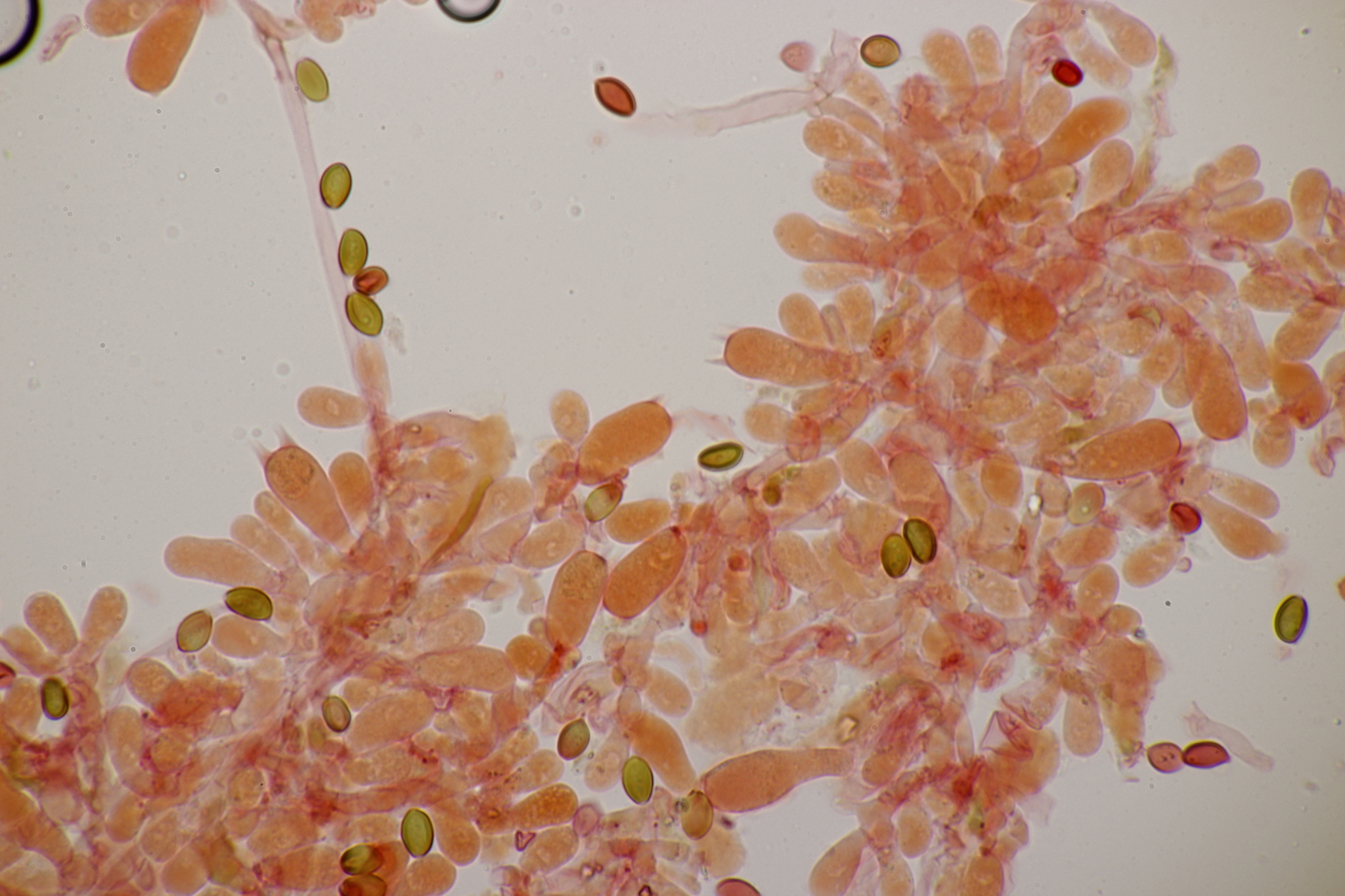
Sporen (bruin) en basidia met sterigma (gekleurd met congo-rood)
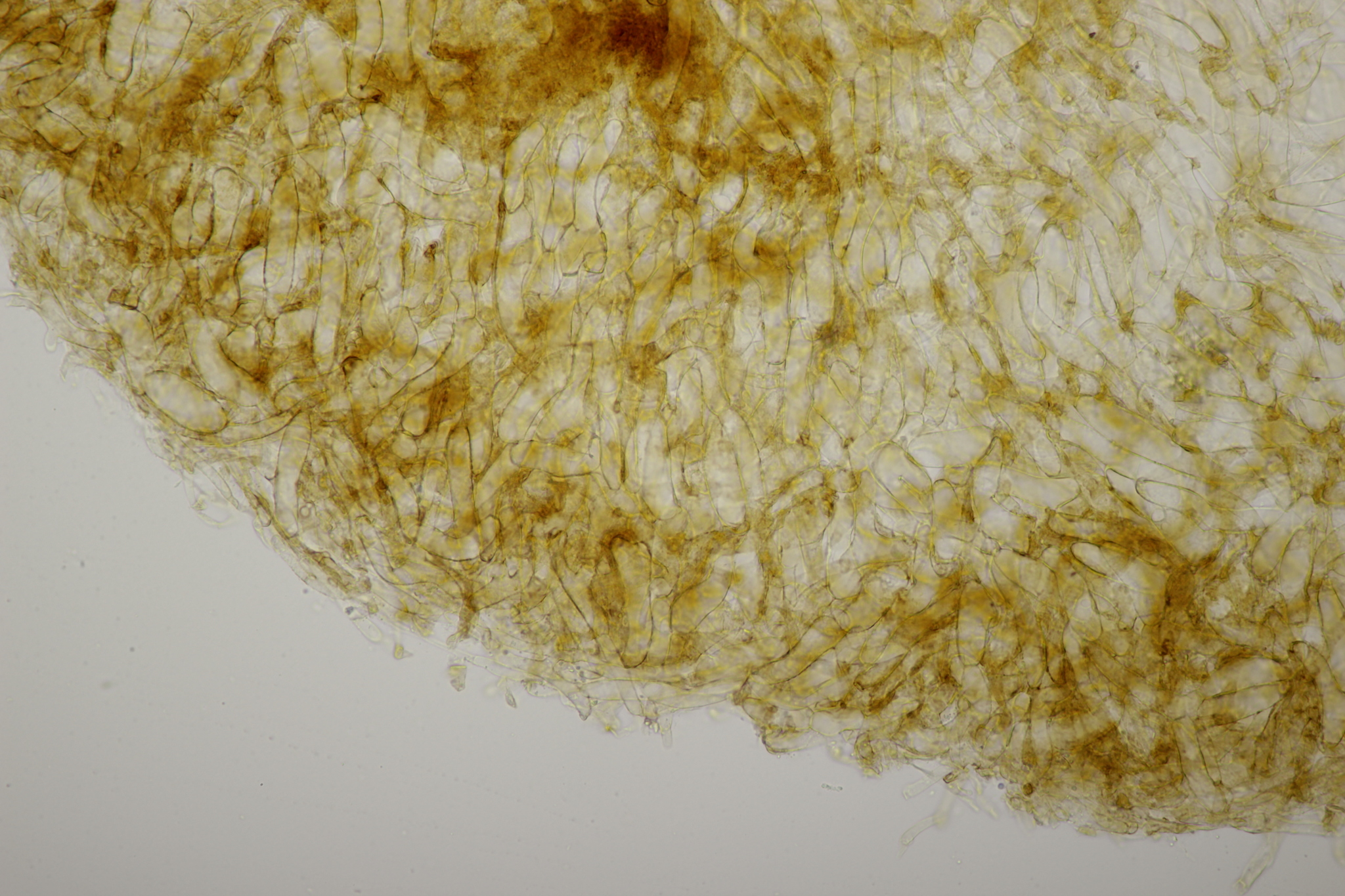